# Hyltebruk
Hyltebruk (pronúncia: /hʏltɛˈbrʉːk/) é uma cidade da província histórica da Småland, no Sul da Suécia.
É a sede do município de Hylte, pertencente ao condado da Halland.
Tem uma área de 4,67 km² e uma populacão de 4 141 habitantes (2018).
É atravessada pelo rio Nissan, e está situada a 42 km a nordeste da cidade de Halmstad .